# Проксен из Эпира
Проксен — древнегреческий историк из Эпира III века до н. э.

## Биография
О личности жившего в III веке до н. э. древнегреческого историка из Эпира Проксена, по замечанию российского антиковеда С. С. Казарова, неизвестно практически ничего. По сообщению античных авторов, он написал труды «Ηπειρωτικά» («Об эпирском царстве»), «Пері πόρων Σικελικών» («О делах сицилийцев»), а также «Λακωνική πολιτεία» («Лаконская полития»). Эти произведения не дошли до нашего времени и известны только из последующих упоминаний о них. В издании К. Мюллера приведены девять сохранившихся фрагментов. По мнению Б. Низе, труды Проксена, как и работы некоторых других греческих историков III века до н. э., не соответствовали по содержанию и форме более поздним вкусам, а «потому они вскоре оказались в забвении».
По всей видимости, как впервые предположил И. Г. Дройзен, Проксен был современником Пирра. Как отмечал С. С. Казаров, задачей Проксена, как персоны приближённой к эпирскому царю и сопровождавшей того в походах, было не только составить героическую родословную Пирра, но и фиксировать все его победы. Не исключено, что названия работ Проксена связаны с территориями, на которых Пирр вёл свои войны. Г. С. Самохина подвергла такую трактовку сомнению. Возможно, труды Проксена после гибели царя в Аргосе в 272 году до н. э. в числе прочих трофеев попали к македонскому правителю Антигону II Гонату. По замечанию С. С. Казарова, именно Гиероним из Кардии заимствовал свои сведения у Проксена, а не наоборот, как посчитал французский эллинист П. Левек. В любом случае сочинения их обоих сыграли важную роль в деле формирования исторической традиции о Пирре. Влияние этих авторов на более поздних историков, писавших о Пирре (Диодора Сицилийского, Дионисия Галикарнасского, Плутарха, Юстина, Диона Кассия), является огромным. Р. Шуберт посчитал, что Проксен написал свои труды уже после смерти Пирра, во время правления его сына и наследника Александра II, которого и прославлял.